# Villa Madre Cabrini
La Villa Madre Cabrini, anciennement Villa Acquarone ou Palazzo Acquarone, est située dans la via Acquarone et la montée Bachernia dans le quartier vallonné de Castelletto, en position panoramique sur la ville et le golfe de Gênes, à une courte distance de la Piazza Sant'Anna silencieuse et isolée. Par des modifications successives, elle a acquis son aspect actuel de style éclectique.

## Histoire
Tout au long de son histoire, la villa a joué un rôle important dans le développement et la vie culturelle du quartier. Au XVIIe siècle, son noyau d'origine était l'une des premières villas de banlieue de l'ancien village de Bachernia, encore essentiellement rural à l'époque, près de l'Église de Sant'Anna et de l'Antica Farmacia Sant'Anna,.
Au XIXe siècle, la villa et son propriétaire, Pietro Acquarone I comte d'Acquarone, ont contribué à l'expansion urbaine au nord de Ponte Caffaro et à la fondation de via Acquarone, un quartier très actif sur le plan économique et culturel.
En 1890, la villa a vu naître Pietro d’Acquarone, IV comte et I duc d’Acquarone, futur général de brigade, homme d’affaires, sénateur du royaume d'Italie et Ministre de la Maison Royale du royaume d’Italie de 1939 à 1944, qui a joué un rôle clé dans les événements qui ont conduit à la chute du fascisme le 25 juillet 1943,,.
Au début du XXe siècle, la villa est devenue un centre éducatif et culturel de première importance, qui continue en partie dans sa dépendance à l'est de Salita Bachernia, aujourd'hui connue sous le nom de Scuola San Paolo, tandis que le bâtiment principal a été converti en usage résidentiel.
D'un point de vue architectural, la villa présente d'intéressantes structures du XVIIIe siècle encore visibles à l'intérieur et des finitions soignées de style néo-gothique et éclectique à l'extérieur.

## Galerie d'images

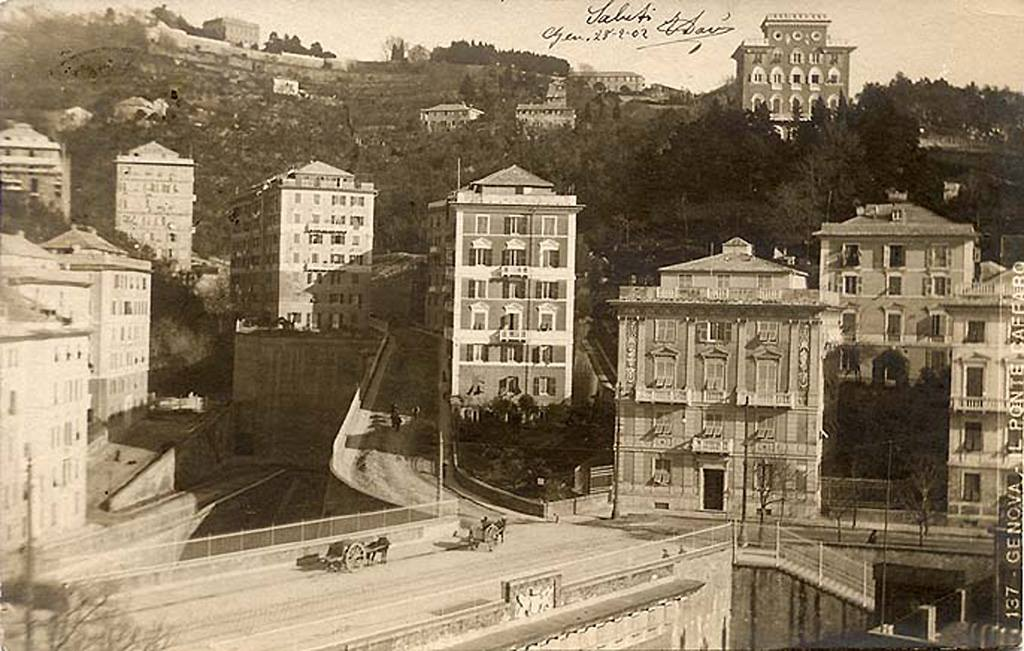
Villa Acquarone, aujourd'hui Villa Madre Cabrini, vue du Ponte Caffaro au début des années 1900 (en haut à droite). Le quatrième étage avait déjà été ajouté; le cinquième étage pas encore.
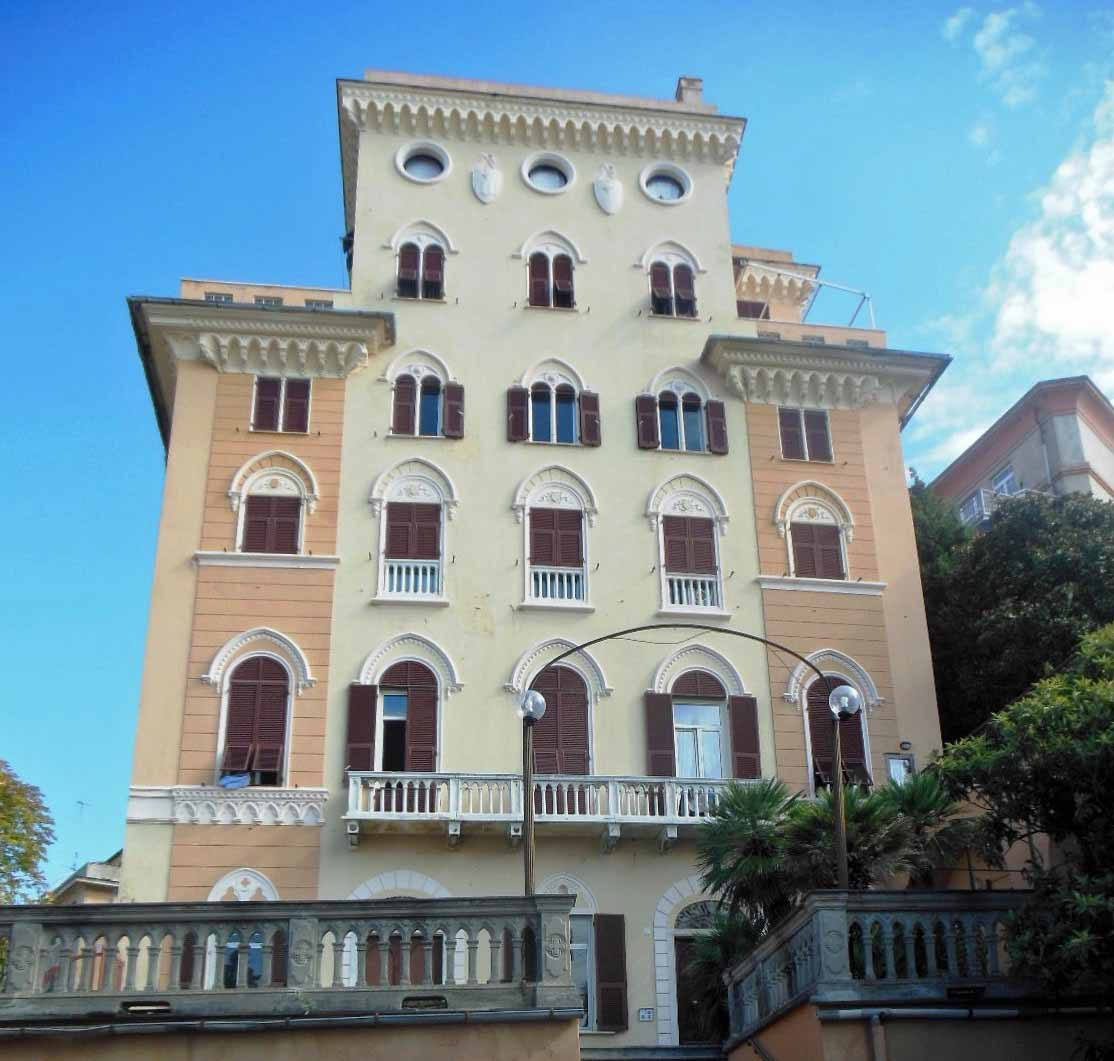
Villa Madre Cabrini (Gênes), façade principale, 2016
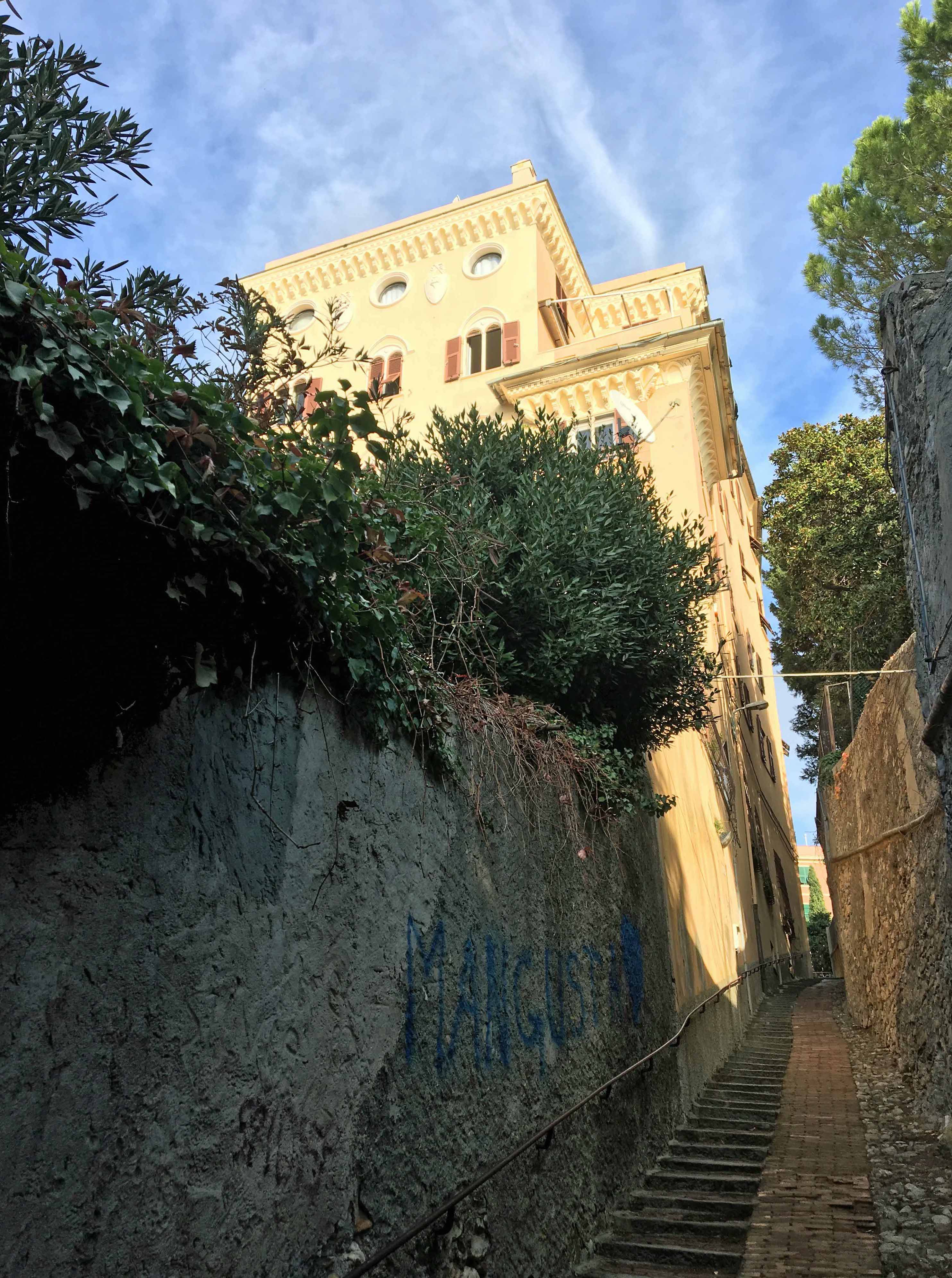
Villa Madre Cabrini (Gênes), vue depuis Salita Bachernia, 2017
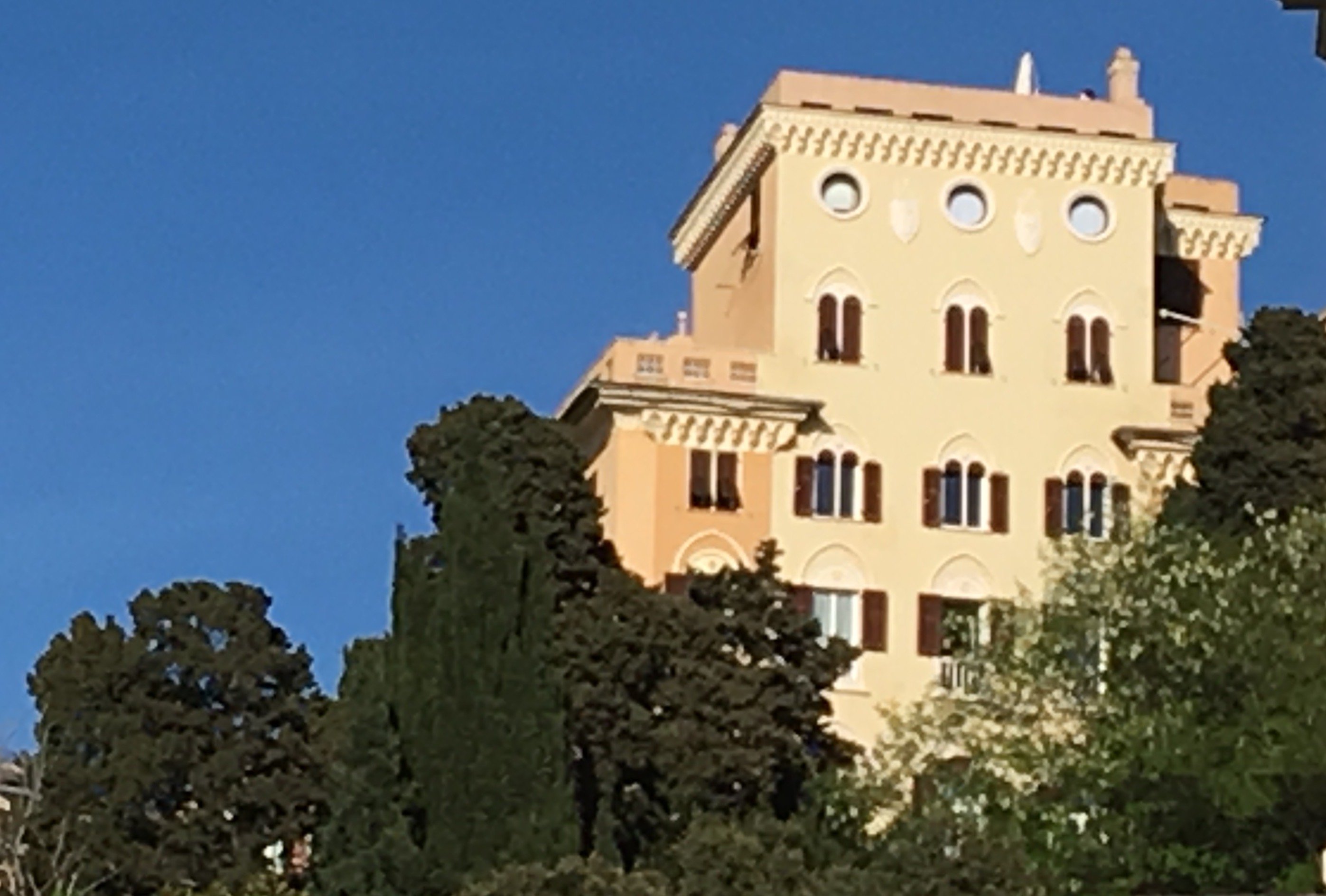
Villa Madre Cabrini (Gênes), vue depuis Corso Paganini, 2017
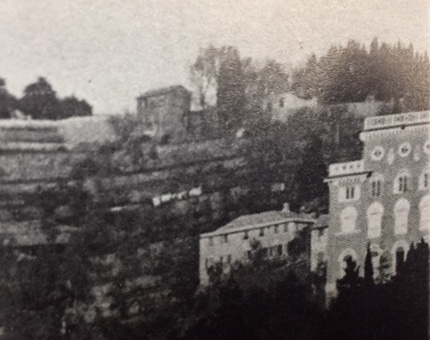
Villa Madre Cabrini vue du Corso Paganini, 1920. Le quatrième étage avait déjà été surélevé; le cinquième étage n'est pas encore.
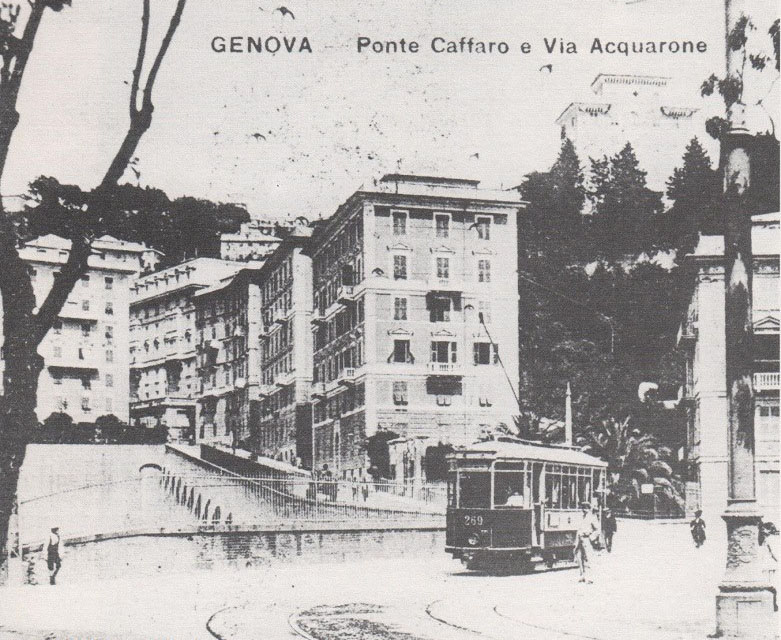
Une autre vue de la villa depuis Ponte Caffaro (en haut à droite) vers 1920
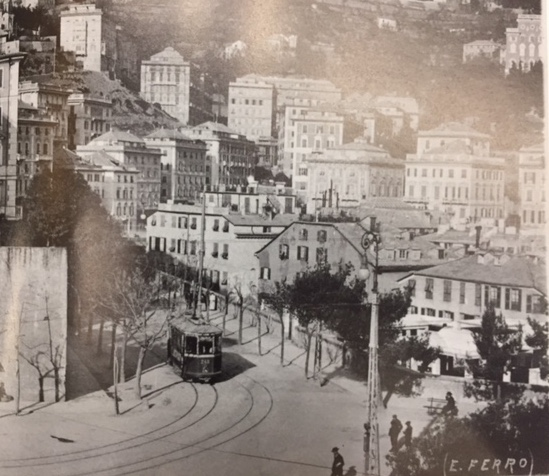
Villa Acquarone, aujourd'hui Villa Madre Cabrini, vue du Corso Paganini à la fin du XIXe siècle
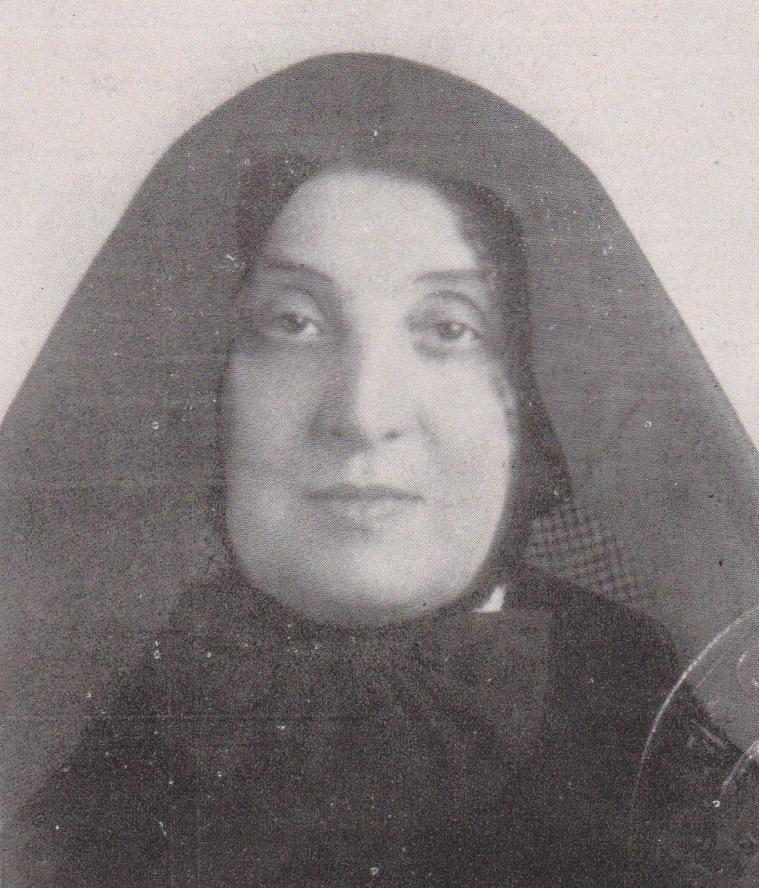
Sœur Francesca Saverio Savona (1897-1950), directrice du complexe scolaire de 1931 à 1950.
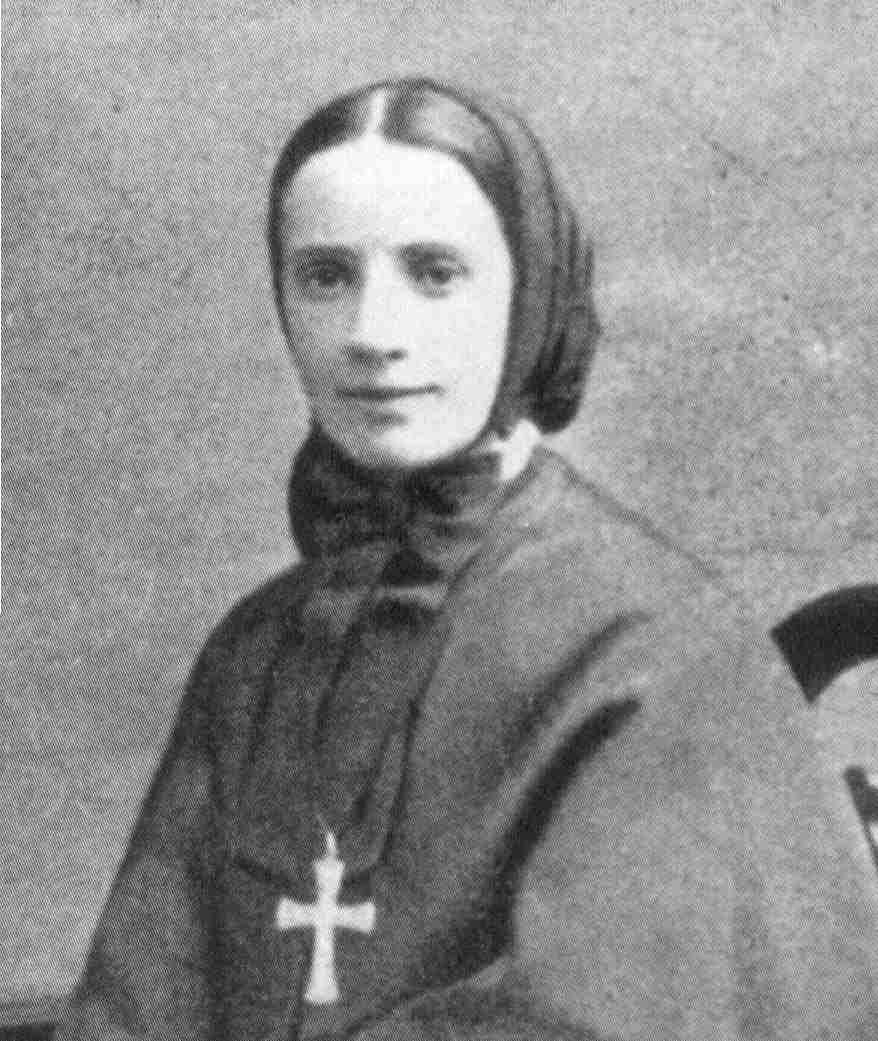
Sainte Francesca Saverio Cabrini (1950-1917) fondatrice des Missionnaires du Sacré-Cœur de Jésus, à qui la villa doit son nom actuel.

1. ↑  La famosissima e nobilissima citta' di Genova, stampata per Gio.Orlandi in Napoli 1637, Musei di Strada Nuova, Genova
2. ↑  Corinna Praga (2016), Andar per creuse oltre il centro storico 2, Itinerari dal Portello, dal Vico della Croce Bianca e da via Balbi verso la Porta delle Chiappe, ERGA, p. 25-26,  (ISBN 8881639335)
3. ↑  Rinaldo, Luccardini (2012). La Circonvallazione a Monte, Storia dell'espansione. SAGEP. pp. 63–64.   (ISBN 978-88-6373-196-5)..
4. ↑  (it) « Senato Acquarone (di) Pietro fascicolo »
5. ↑  Francesco Mirabile, “25 luglio quarant'anni dopo di Dino Grandi”, in Rivista di Studi Politici Internazionali, Vol. 52, No. 2 (206) (Aprile-Giugno 1985), pp. 309-315.
6. ↑  Acquaróne, Pietro, duca, in Biografie in Storia, Treccani, Roma

## Articles associés
- Antica Farmacia Sant'Anna
- Eclectisme
- Architecture néo-gothique
- Missionnaires du Sacré-Cœur de Jésus
- Sainte Francesca Saverio Cabrini